# Erzbistum Arles

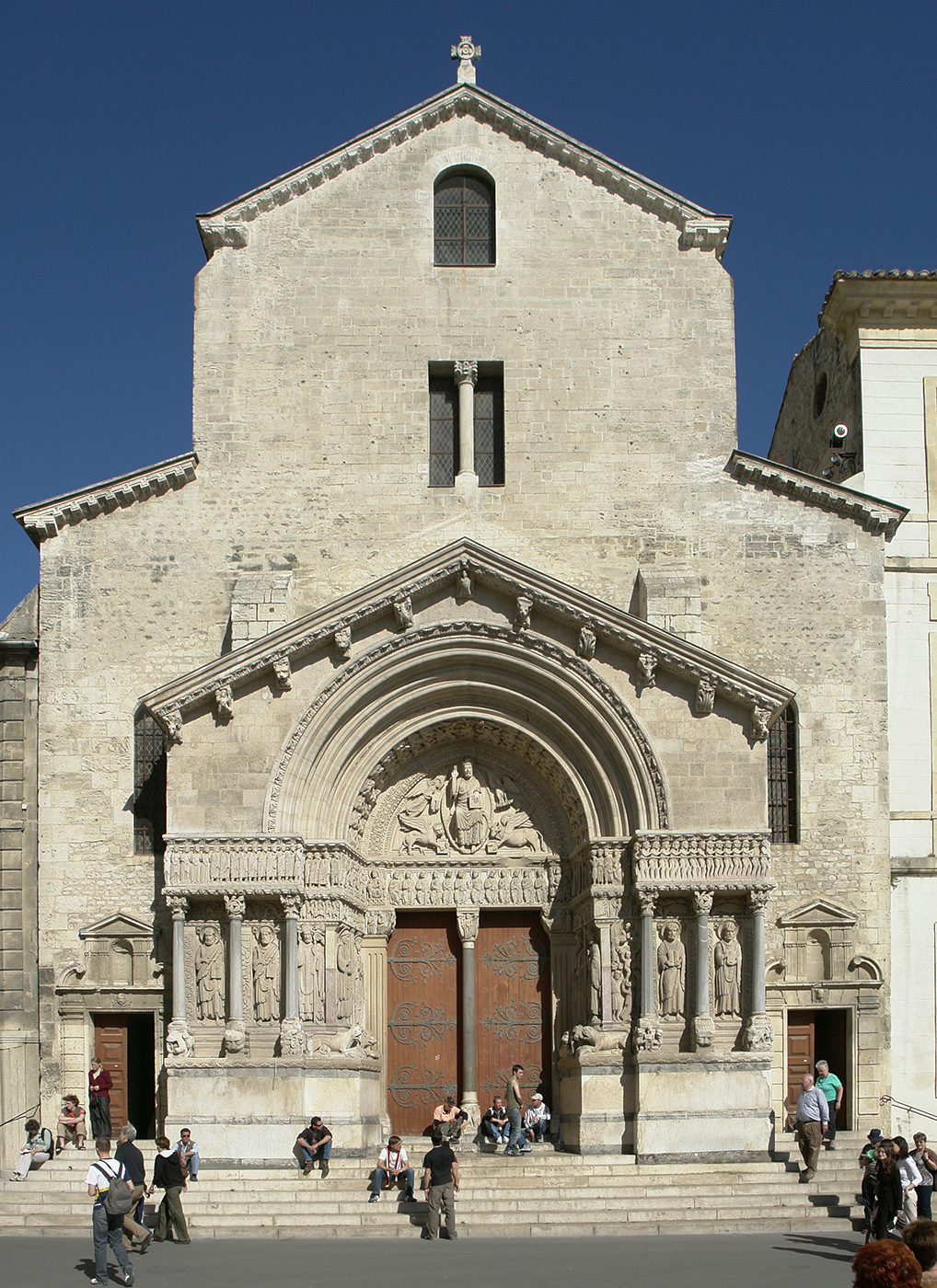
Kathedrale Saint-Trophime zu Arles

Das Erzbistum Arles (lat.: Archdioecesis Arelatensis) ist ein ehemaliges römisch-katholisches Erzbistum in Südfrankreich. Ein Bischofssitz wurde schon im 3. Jahrhundert in Arelate gegründet, 417 wurde Arles zum Metropolitanbistum erhoben und umfasste zu dieser Zeit alle Diözesen in den Provinzen Alpes Maritimae, Narbonensis II und teilweise Narbonensis I/Viennensis.
Mit dem Konkordat von 1801 wurde das Erzbistum Arles vorübergehend aufgelöst. Zwar wurde es 1817 restituiert, dies aber nur noch für fünf Jahre. Die Diözese ging dann endgültig im Erzbistum Aix auf.
Gliederung der Kirchenprovinz Arles am Vorabend des Konkordates von 1801:
- Erzbistum Arles

1. Bistum Marseille
2. Bistum Orange
3. Bistum Saint-Paul
4. Bistum Toulon